# أنطون كريستيان هال
انطون كريستيان هال (بالنرويجية البوكمول: Christian Hall)‏ (بالنرويجية: Christian Hall)‏ (و. 1841 – 1911 م) هو قسيس نرويجي، ولد في ترومسو، توفي عن عمر يناهز 70 عاماً.

## جوائز
حصل على جوائز منها:
- Knight First Class of the Order of St. Olav‎  [لغات أخرى]‏ (1894)[4]
- وسام دانيبروغ من رتبة قائد[4]
- وسام النجم القطبي الملكي السويدي.[4]